# 久光百貨
久光百貨（中国語：久光百货公司、英語：Jiu-Guang Department Store）は、中華人民共和国上海市に本社を置く百貨店。現地在住の日本人には「ひさみつ」と呼ばれている。

## 概要
香港利福国際グループと上海九百グループの合弁会社。利福國際は香港では「そごう」のフランチャイジーだが、中国本土では「荘勝百貨集団」が先行して「北京そごう」を運営していたため　「そごう」の商標が利用できず、別ブランドでの展開をしている。

上海1号店の開店にあたっては、利福國際から旧そごうの日本人社員4名が派遣され「日本式百貨店」としての陣頭指揮をとった。

上海初導入となった日本式デパ地下「フレッシュ・マート」（500㎡）は日本からの輸入品が7割を占めている。
2009-2011年には「日本ふるさと名産食品展」（主催：財団法人自治体国際化協会）を開催。
高品質で安全な日本の食料品は、上海の富裕層からは高い支持を受けた。
※2012-2013年は香港そごうでの開催になった。

## 店舗
- 上海店　上海市南京西路 1618号九百城市広場　地下1階地上9階 6,500㎡　2004年6月25日開店。
- 蘇州店　蘇州市工業地区旺墩路268　2008年開店。

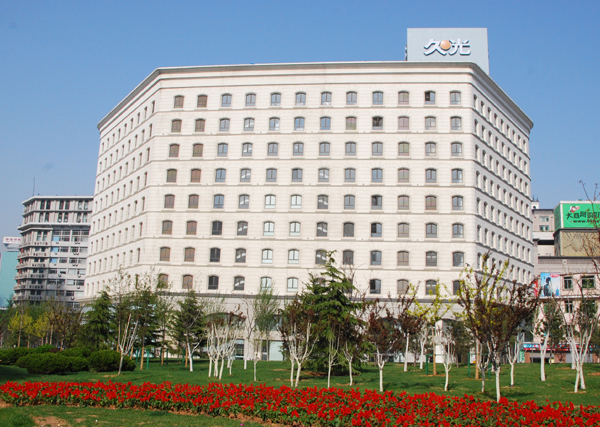
久光百貨・大連支店

- 大連店　大連市中山区友好街11号　2009年開店。
- 瀋陽店　瀋陽市瀋河区中街路68号　2013年10月開店。